# أنابينة سميكة
أنابينة سميكة (الاسم العلمي: Anabaena crassa) هي نوع من البكتيريا تتبع جنس الأنابينة من الفصيلة النوستكية.